# Jill Officer
Jill Officer, coniugata Hinchey (Winnipeg, 2 giugno 1975), è una giocatrice di curling canadese.
Ha vinto la medaglia d'oro olimpica nel curling con la rappresentativa nazionale femminile canadese alle Olimpiadi invernali di Sochi 2014.
Nelle sue partecipazioni ai campionati mondiali di curling ha conquistato una medaglia d'oro (2008), una medaglia d'argento (2015) e una medaglia di bronzo (2010).